# Ipodoryctes ashmeadii
Ipodoryctes ashmeadii är en stekelart som först beskrevs av Baker 1917.  Ipodoryctes ashmeadii ingår i släktet Ipodoryctes och familjen bracksteklar. Inga underarter finns listade i Catalogue of Life.